# Harold Garfinkel
Harold Garfinkel (ur. 29 października 1917, zm. 21 kwietnia 2011) – profesor emeritus socjologii na Uniwersytecie Kalifornijskim w Los Angeles (UCLA).
Twórca etnometodologii i jeden z najważniejszych przedstawicieli tradycji fenomenologii oraz etnometodologii w amerykańskiej socjologii.
Odchodząc od prac Arona Gurwitscha i Alfreda Schütza, Garfinkel
skupił się na badaniu pewnych podstawowych zjawisk społecznych, a nie na sposobach ich interpretacji przez aktorów społecznych. Dzięki eksperymentom etnometodologicznym Garfinkel i jego uczniowie pokazywali w jaki sposób, dzięki zachowaniom rutynowym i pozarefleksyjnym, tworzony jest ład społeczny, struktury interakcji czy znaczeń.